# Perthshire
Perthshire oficialmente Condado de Perth, es un condado en el centro de Escocia. Se extiende desde Strathmore al este, al paso de Drumochter al norte, Rannoch Moor y Ben Lui, al oeste, y Aberfoyle al sur. Fue un condado de gobierno local desde 1890 hasta 1930.
Perthshire era conocido como el "gran país" y había una gran variedad de paisajes, desde los ricos valles agrícolas en la zona oriental, a las altas montañas del sur de Highlands.
Perthshire es un gobierno de alto nivel local de la zona, comprendida entre 1890-1975 y está regida por un consejo de condado. A partir de 1930 un consejo se formó con el vecino condado de pequeñas Kinross-shire.
El condado fue abolida en 1975 por el Gobierno Local (Escocia) de 1973 y dividido entre las regiones de Central y la de Tayside:
- West Perthshire (la zona situada al oeste y al sur de Killin incluidos Callander, Crianlarich y Aberfoyle) se incluyó en el Distrito de Stirling Región Central.
- La parroquia de Muckhart se hizo parte de Clackmannan Distrito, también en la Región Central.
- Longforgan se incluyó en la ciudad de Dundee Distrito, en la región de Tayside.
- El resto de la provincia se combinó con el condado de Kinross Angus y la parroquia de Kettins para formar Perth y Kinross Distrito en Tayside.

El sistema de dos niveles introducido en 1975, fue reemplazado por un sistema unitario de las autoridades en 1996. La zona del antiguo condado está ahora dividido entre el Consejo de zonas de Clackmannanshire, Perth y Kinross y Stirling. El área comprendida dentro de Dundee en 1975 fue trasladado a Perth y Kinross.
El condado de frontera de Perthshire frontera aún se utiliza para los fines del registro de tierras. Perthshire tiene aproximadamente 5300 km ².

## Límites
Antes de la década de 1890, las fronteras de Perthshire eran irregulares: las parroquias de Culross y de Tulliallan formaron un enclave algunos kilómetros de distancia del resto de la provincia, en los límites de Clackmannanshire y Fife, mientras que la parte septentrional de la parroquia de Logie formó un enclave de Stirlingshire dentro del Condado. Siguiendo las recomendaciones de la Comisión de Fronteras nombrados de conformidad con los gobiernos locales (Escocia) de 1889, Culross y Tulliallan fueron trasladados a Fife, y toda la parroquia de Logie se incluyó en Stirlingshire.

## Escudo de Armas
El escudo del condado de Perth parece haber sido concedido para su uso en los colores y las normas de los voluntarios y las unidades de la milicia del condado planteadas al final del siglo XVIII. Robert Hay Drummond, un nativo de Perthshire, y comandante en jefe de los Caballeros y Perthshire Yeomanry de Caballería, también fue Lord Lyon King de armas en el momento, y presentó las armas a la provincia en 1800.
El escudo se basa claramente en las armas reales de Escocia. El león rojo se hizo para ponerse de pie sobre un montículo de hierba y blandir una cimitarra, probablemente simboliza la defensa del condado. Un cantón azul en la parte superior izquierda del escudo representa el Palacio de Scone impreso por una corona imperial.
La cresta es un guerrero altas, la celebración de un parlamento "la arboladura de una postura amenazadora". La representación de un arribeño difiere en el tiempo: la ilustración de aquí es el turno del siglo XX y pone de manifiesto la plena vestir el uniforme de un oficial del ejército británico de altos regimiento.
Los partidarios de un pájaro y un caballo blanco de guerra. El águila se tomó de los brazos de la Royal Burgh de Perth. La guerra de caballos pueden hacer referencia a los militares el uso de armas.
El lema era latín Pro Lege et libertate o de la Ley y la Libertad, y fue similar a la de Perth. 
El documento de subvención fue descubierto en la Oficina de Lyon en 1890, y enviado a la recién formada Perth County Council.

## Subdivisiones

### Burgos
En la década de 1890, en el condado figuraronn los siguientes burgos, que fueron en gran medida fuera del consejo de la jurisdicción:
- Royal Burgh de Perth (que era una ciudad de estilo).
- Burgos de Auchterarder (formado en 1894: reintegrado como un Burgo Real en 1951).
- Burgos de Aberfeldy (policía burguesa de 1887).
- Burgos de Abernethy (burgos de baronía de 1458 a 1459, policía burguesa de 1877).
- Burgos de Alyth (policía burguesa de 1834).
- Burgos de Blairgowrie (burgos de baronía de 1634, policía burguesa de 1833).
- Burgos de Rattray (policía burguesa de 1873).
- Burgos de Callender (policía burguesa de 1866).
- Burgos de Coupar Angus (burgos de baronía de 1607, policía burguesa de 1852).
- Burgos de Crieff (burgos de baronía de 1674, burguesía de entretenimiento en 1687 y policía burguesa de 1864).
- Burgos de Doune (burgos de baronía de 1611, policía burguesa de 1890).
- Burgos de Dunblane (burgos legales del Obispo de Dunblane de 1442, policía burguesa de 1870).

El Gobierno Local (Escocia) de 1929, fue dividido en dos clases burgueses en 1930: los grandes burgos, que iban a ganar más competencias de la Diputación, y los pequeños burgos que perdieron muchas de sus responsabilidades. De los doce burgos en Perthshire, Perth sólo se hizo un gran burgo. Hubo diez pequeños burgos: Balirgowrie y Rattray estaban unidos en un solo burgo.
En 1947 se creó un pequeño burgo en Pitlochry.

### Parroquias civiles
Siguiendo los cambios causados por la Administración Local (Escocia) de 1889, el condado contenía las siguientes parroquias civiles:
- Aberdalgie
- Aberfeldy
- Aberfoyle
- Abernethy
- Abernyte
- Alyth
- Ardoch
- Arngask
- Auchterarder
- Auchtergaven
- Balquhidder
- Bendochy
- Blackford
- Blair Atholl
- Blairgowrie
- Callander
- Caputh
- Cargill
- Clunie
- Collace
- Comrie
- Coupar Angus
- Creiff
- Dowally
- Dron
- Dull
- Dunbarney
- Dunblane y Lecropt
- Dunkeld y Dowally
- Dunning
- Errol
- Findo Gask
- Forgandenny
- Forteviot
- Fortingall
- Foss
- Fowlis Easter
- Fowlis Western
- Glendevon
- Glenshee
- Inchture
- Innerwick
- Killin
- Kilmadock
- Kilspindie
- Kinclaven
- Kinfauns
- Kinloch
- Kinnaird
- Kinnoul
- Kirkmichael
- Lethendy
- Little Dunkeld
- Logiealmond
- Logierait
- Longforan
- Madderty
- Meigle
- Methven
- Moneydie
- Monzie
- Monzievaird y Strowan
- Moulin
- Muckhart
- Muthill
- Persie
- Perth
- Puerto de Monteith
- Rattray
- Redgorton
- Rhynd
- St Madoes
- St Martins
- Scone
- Stanley
- Strathfillian
- Strathloch
- Tenandry
- Tibbermore
- Trinity Gask
- Weem

En 1894, los consejos parroquiales se establecieron para las parroquias civiles, en sustitución de las anteriores juntas parroquiales. Los consejos parroquiales, a su vez, fueron sustituidos por los consejos de distrito en 1930.

### Distritos
En 1930, la zona de tierra del condado (la parte de fuera de los límites burgueses) se dividió en cinco distritos, en sustitución de las juntas parroquiales establecidas en 1894:
- El Distrito Central.
- El Distrito Oriental.
- El Distrito Montañoso de Perth.
- El Distrito de Perth.
- El Distrito Occidental.

## Circunscripciones parlamentarias
Tras el Acta de Unión, Perthshire regresó a los miembros de la Cámara de los Comunes del Parlamento del Reino Unido desde 1708.

### 1707 - 1885
- La Burguesía Real de Perth originalmente formaba parte de la circunscripción de burgos de Perth junto con burgos en Fife y Forfarshire. El Acta de Representación del Pueblo (Escocia) de 1832 hizo un burgo separado de circunscripción en Perth.

- El resto del condado devolvió un solo miembro a la parlamentaria del condado de Perthshire. Las parroquias de Tulliallan, Culross, Muckhart, y las porciones de Perthshire de las parroquias de Logie y Fossaway se anexaron a la circunscripción de Clackmannanshire y Kinross en 1832.

### 1885 - 1918
En 1885, escaños en la Cámara de los Comunes fueron redistribuidos: Perthshire recibido tres escaños.
- Perth siguió siendo una circunscripción burguesa.
- Perthshire Oriental.
- Perthshire Occidental.

### 1918 - 1975
En 1918 hubo una nueva redistribución. Perthshire se combinó con Kinross-shire para formar un condado parlamentario, dividido en dos circunscripciones:
- La circunscripción de Perth consistió en la Burguesía de Perth, la antigua circunscripción oriental y la parte occidental de la circunscripción. En 1950 fue rebautizado Perth y Perthshire Oriental. El área comprendida dentro de la circunscripción se fue definido en 1948 y 1970 como los burgos de Perth, Abernethy, Alyth, Blairgowrie y Rattray y Coupar Angus, y la oriental y los distritos de Perth del condado de Perth.

- Kinross y Perthshire occidental: la circunscripción consistió en todo el Condado de Kinross, la burguesía de Aberfeldy, Auchterarder, Callander, Crieff, Doune, Dunblane y Pitlochry, y el central, el altiplano y los distritos occidentales del condado de Perth.

Estos límites siguieron en uso hasta 1983, cuando nuevos grupos se formaron sobre la base de las regiones y distritos creados en 1975.

## Pueblos
Además de Perth, otras ciudades en Perthshire son:
- Aberfeldy
- Aberfoyle
- Alyth
- Auchterarder
- Blairgowrie
- Bridge of Earn
- Callander
- Coupar Angus
- Crianlarich
- Crieff
- Dunkeld y Birnam
- Forgandenny
- Killin
- Meigle
- Pitlochry

## Lugares famosos
- Castillo de Blair
- Palacio de Scone
- Catedral Dunkeld
- Próximo Strathtay y Strathmore se pueden encontrar muchos four-poster en formaciones de piedra.
- El Bosque de Birnam y la Colina de Dunsiname, famosos por el Macbeth de Shakespeare.
- Hotel Gleneagles.

## Personas notables de Perthshire
- Edward Braddock
- James Croll
- Alan Cumming
- Sir Charles Douglas
- Alexander Duff
- Thomas Duncan
- Adam Ferguson
- Duncan Forbes
- Stephen Hendry
- Lady of Lawers
- Alexander MacKenzie
- Dougie MacLean
- Ewan McGregor
- Sir Charles Menzies
- J. K. Rowling
- Rory Stewart

## Principales industrias
- Agricultura
- Turismo
- Forestación

## Ríos

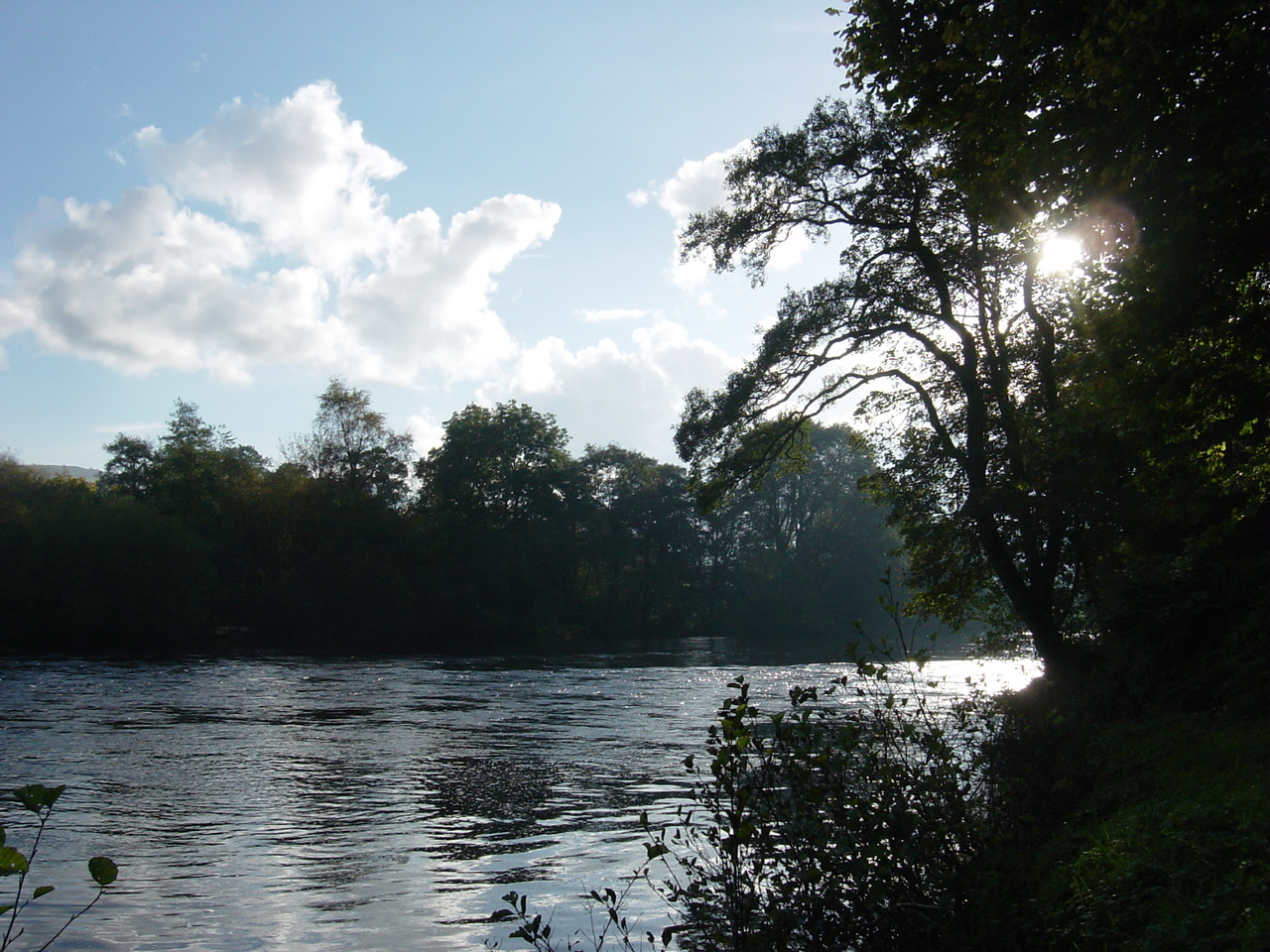
Río Tay.

- Río Earn
- Río Ericht
- Río Farg
- Río Isla
- Río Tay
- Río Tummel

## Montañas

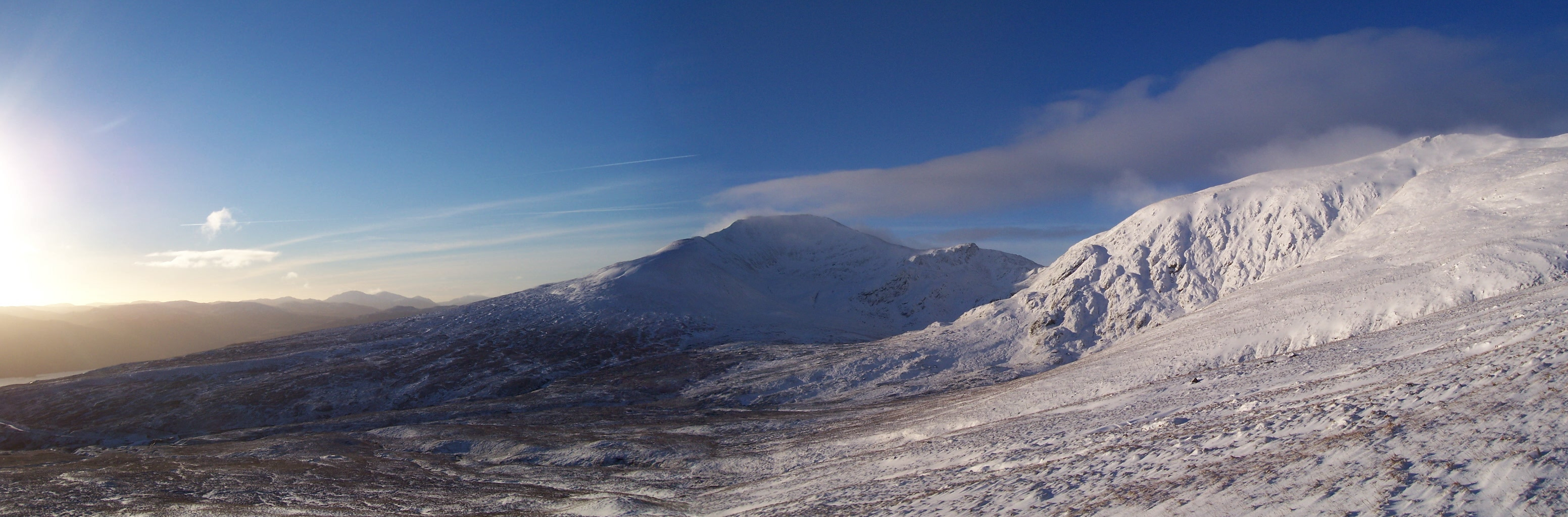
Ben Lawers.

- Ben Lawers
- Schiehallion
- Ben Vorlich
- Ben More
- Beinn Dearg
- Beinn a' Gloe
- Ben Vrackie

- Datos: Q1247411
- Multimedia: Perthshire / Q1247411